# Bitlis (stad)

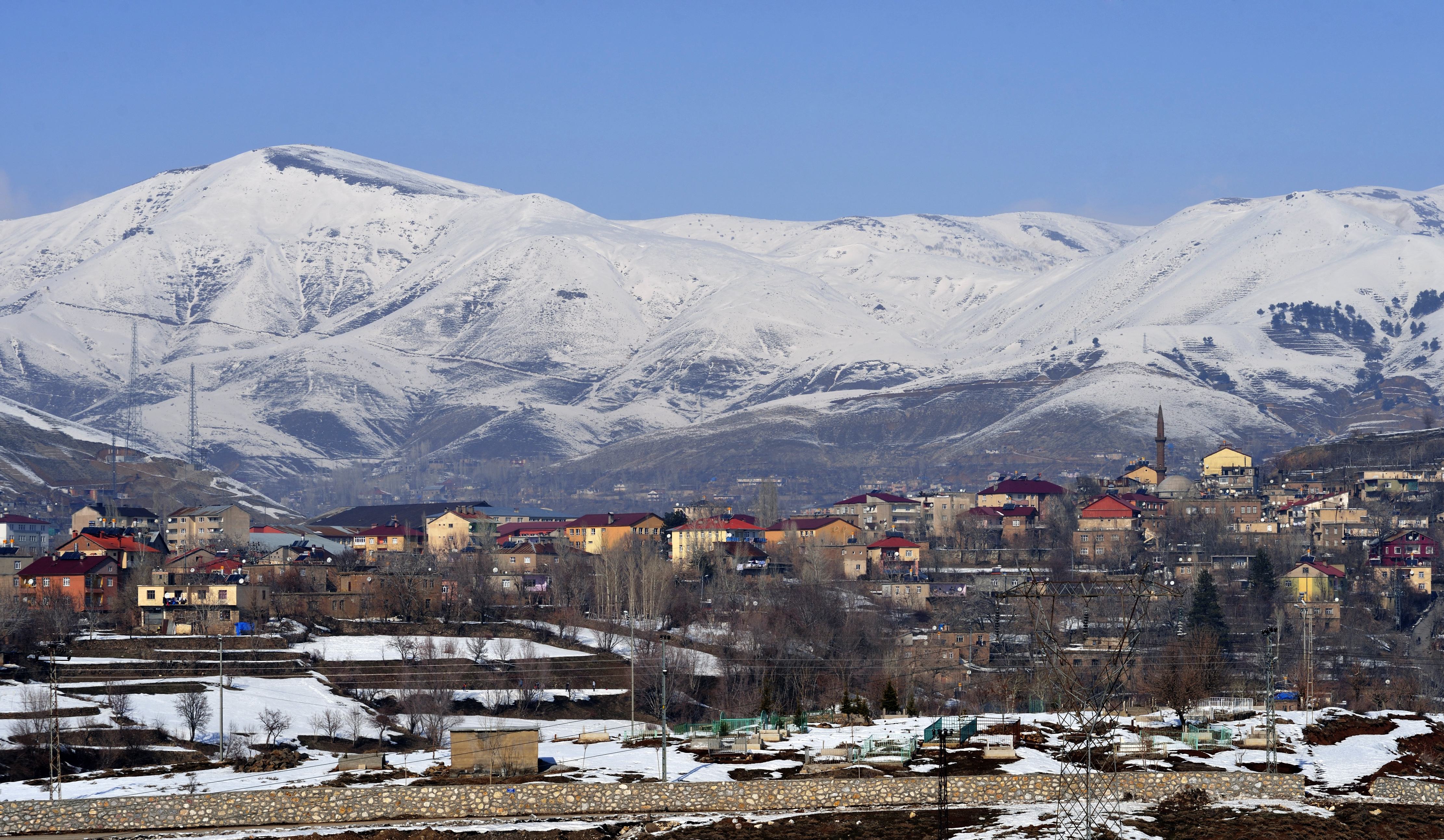
Bitlis

Bitlis (Koerdisch: Bilîs of Bedlîs, Aramees: Bsheriye, Armeens: Baghaghesh; later Baghesh) is de hoofdstad  van het gelijknamige district en de provincie Bitlis in het oosten van Turkije. De plaats telt 359.808 inwoners.
De stad ligt op een hoogte van 1400 meter, op 15 kilometer van het Vanmeer, in de steile vallei van de gelijknamige rivier de Bitlis (zijrivier van de Tigris). De lokale economie is met name gericht op de landbouw, waaronder producten als fruit, granen en tabak. Er bevinden zich verder een aantal bedrijven die actief zijn in de verwerking van leer, het fabriceren van tabaksproducten en het weven en kleuren van onbewerkte kleding. Bitlis is door wegen verbonden met meerdere steden. 25 kilometer noordoostelijker ligt de havenplaats Tatvan aan het Vanmeer, 100 kilometer noordwestelijker de stad Muş en 200 kilometer naar het westen de stad Diyarbakır. Het klimaat is er streng met lange winters met veel sneeuwval en droge, vaak vochtige zomers.

## Geschiedenis
De oorsprong van de naam "Bitlis" is onbekend: volgens een volkslegende, die geen enkele historische basis heeft, zou het zijn afgeleid van "Lis"of "Batlis"; een generaal die het kasteel van Bitlis zou hebben gebouwd in opdracht van Alexander de Grote in de 4e eeuw. Het gebied rond Bitlis is met zekerheid bewoond sinds de 7e eeuw v.Chr.
In 641 werd het veroverd door de Arabieren onder kalief Omar ibn al-Chattab. In het midden van de 10e eeuw werd het bestuurd door de emirs van Malazgirt. In 972 werd de plaats aangevallen door het Byzantijnse Rijk in een poging de Armeense koninkrijken en Arabische vorstendommen rondom het Vanmeer te veroveren. Tegen het einde van de 11e eeuw, nadat de Byzantijnen de Slag bij Manzikert hadden verloren van de Seltsjoeken, kwam Bitlis in de invloedssfeer te liggen van Togan Arslan, een lid van de "Sjah Arman"-dynastie uit Ahlat.
Van de 13e tot de 19e eeuw vormde Bitlis vervolgens een Koerdisch emiraat, zij het meestal als onderdeel van een andere grootmacht die het gebied bestuurde. In de 14e eeuw vormde het onder leiding van de Koerdische Rusaki-familie een vazalstaat van de Karakoyunlu. In 1394 werd de plaats veroverd door Timoer Lenk, maar later hielp de stad om Karakoyunlu opnieuw in het zadel te helpen. Nadat het vorstendom Karakoyunlu ten onder ging, verloor ook het emiraat van Bitlis haar macht. In de jaren 1470 werd de stad na twee mislukte belegeringen uiteindelijk veroverd door het Rijk der Witte Schapen en tussen 1494 en 1495 wisten de Rusaki's de stad te heroveren. Later veroverde de Safawidische leider Sjah Ismail Bitlis en stelde er een Perzische gouverneur aan. De leiders van de stad kozen echter de kant van de Ottomanen toen deze de regio naderden, al liep emir Sjeref van Bitlis later toch weer over naar de Perzen. Van 1531 tot 1532 werd de stad zonder succes 3 maanden belegerd door het Ottomaanse leger. Een jaar later werd emir Sjeref echter gedood in de strijd en moesten zijn zoon en opvolgers de heerschappij van de Ottomanen accepteren. Muş en Hınıs, twee kleine emiraten die eerder tot Bitlis behoorden werden daarop afgesplitst als aparte sanjaks, maar kregen wel bei's uit de Ruzaki-familie.
In 1685 werd een jezuïtische missie gesticht in Bitlis. De Koerdische Rusakiden wisten aan de macht te blijven tot 1849, toen een Ottomaanse gouverneur haar laatste emir, Sjeref Bey, liet afzetten en afvoeren naar Constantinopel als gevangene. Vervolgens werd Bitlis bestuurd door een Turkse pasja en aangesteld als hoofdstad van een gelijknamige vilayet.
In 1814 zouden er 12.000 mensen in Bitlis hebben gewoond, waarvan de helft uit moslims bestond en de rest uit christelijke Armenen. In 1838 zou de bevolking hebben gelegen tussen de 15.000 en 18.000 mensen, waarvan toen reeds twee derde bestond uit moslims, een derde uit Armeense christen en een kleine minderheid van Syrische christenen. In 1898 bestond de bevolking volgens Lynch (1901) uit bijna 30.000 mensen, waaronder 10.000 Armenen, 300 Syriërs en de rest islamitische Koerden.
Ten tijde van de Armeense Genocide bestond een derde van de bevolking uit Armenen. In 1915 vermoordden Turken en Koerden onder leiding van Jevdet Bey Pasja ongeveer 15.000 Armenen in Bitlis.
In februari 1916, tijdens de Kaukasuscampagne, startten Russische troepen een offensief om Muş en Bitlis te veroveren. Muş werd op 16 februari veroverd, maar Bitlis was zwaar versterkt door de Turken, die zich er in een gunstige positie in het landschap hadden geplaatst, waarbij de nauwe vallei in hun voordeel was. De Russische 8e Kaukasische infanteriedivisie viel daarom tijdens een sneeuwstorm in de nacht van 2 op 3 maart de stad in een sluipaanval aan. Na enkele uren van handgevechten werden de Turkse posities ingenomen, waarbij 1000 gevangenen werden gemaakt. De Turken verlieten Bitlis daarop en trokken zich terug naar Siirt omdat hulptroepen van Atatürk niet op tijd arriveerden. In augustus 1916 begon het Turkse Tweede Leger een offensief tegen het Russische front in Oost-Anatolië. Op 2 augustus vielen Atatürks XVIe korps en Koerdische milities Bitlis en Muş aan. De Armeens-Russische bevelhebber, generaal Tovmas Nazarbekjan (Nazarbekov) vreesde daarop ingesloten te raken en verliet Bitlis op 5 augustus. Spoedig daarop viel ook Muş en trok Nazarbekjan zijn troepen terug naar Ahlat. In september stokte het Turkse offensief en werd teruggeslagen. Nazarbekjan achtervolgde de Turken naar Tatvan en Muş, maar stopte toen omdat zijn troepen niet sterk genoeg waren om Bitlis in te nemen en bovendien de winter eraan kwam. De Februarirevolutie begin 1917 zorgde ervoor dat de Russische opmars definitief werd gestaakt.

## Verkeer en vervoer

### Wegen
Bitlis ligt aan de nationale weg D965.

## Partnersteden
- Isparta (Turkije)

- Gemeinsame Normdatei: 4080421-5
- Library of Congress Control Number: n88192699
- Nationale Bibliotheek van Israël: 987007567321805171
- TDVİA: bitlis
- Virtual International Authority File: 150205974
- WorldCat: E39PBJdcDTpf7MvDFPW4kDKmVC